# Pietro Loredan (Admiral)
Pietro Loredan (* 1372 in Venedig; † 28. Oktober 1438 in Venedig) war ein venezianischer Admiral.

## Leben
Pietro Loredan entstammte der adligen venezianischen Familie der Loredan und war einer von wenigstens sieben Söhnen des späteren Prokurators von San Marco Alvise und einer Giovanna. Aus Pietros Ehe gingen wenigstens fünf Söhne hervor. Im Krieg Venedigs gegen das Osmanische Reich besiegte er als Admiral im Mai 1416 die türkische Flotte in der Seeschlacht bei Gallipoli. Nach errungenem Sieg ließ er nach Venedig melden, dass die türkische Flotte lange Zeit keine Bedrohung für Venedig mehr darstellen werde, eine Meldung, die sich als voreilig erweisen sollte.
Loredan wurde 1426 zum Prokurator von San Marco gewählt. In der Wahl zum Dogen unterlag er Francesco Foscari und war Führer der Opposition gegen die vom Dogen eingeleitete, aber bereits von dessen Vorgänger Tommaso Mocenigo abgelehnte Offensivpolitik mit dem Ziel einer dauerhaften Expansion und der Erweiterung der Terraferma in Oberitalien. Nachdem Foscari nur wenige Monate zuvor in einer heftigen Senatsdebatte die Bemerkung herausgerutscht war, dass ihm ein ordentliches Regieren nicht möglich sei, solange „dieser Teufel von einem Loredan“ lebe, wurde beim Tod des Admirals das Gerücht kolportiert, der Doge habe ihn vergiften lassen. Loredan starb aber an einer Krankheit.